# مدارس تراسنطة

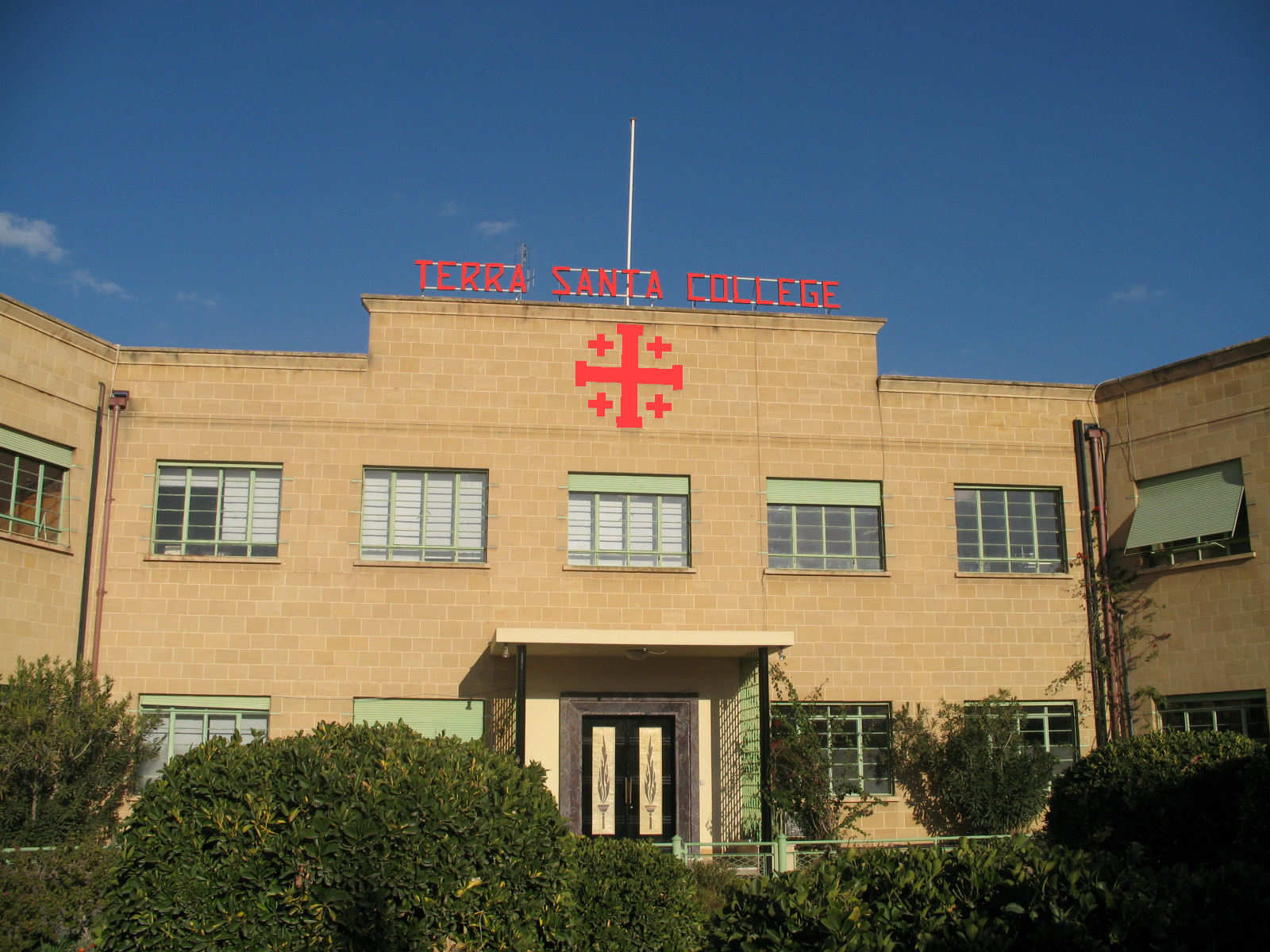
كلية الأرض المقدسة

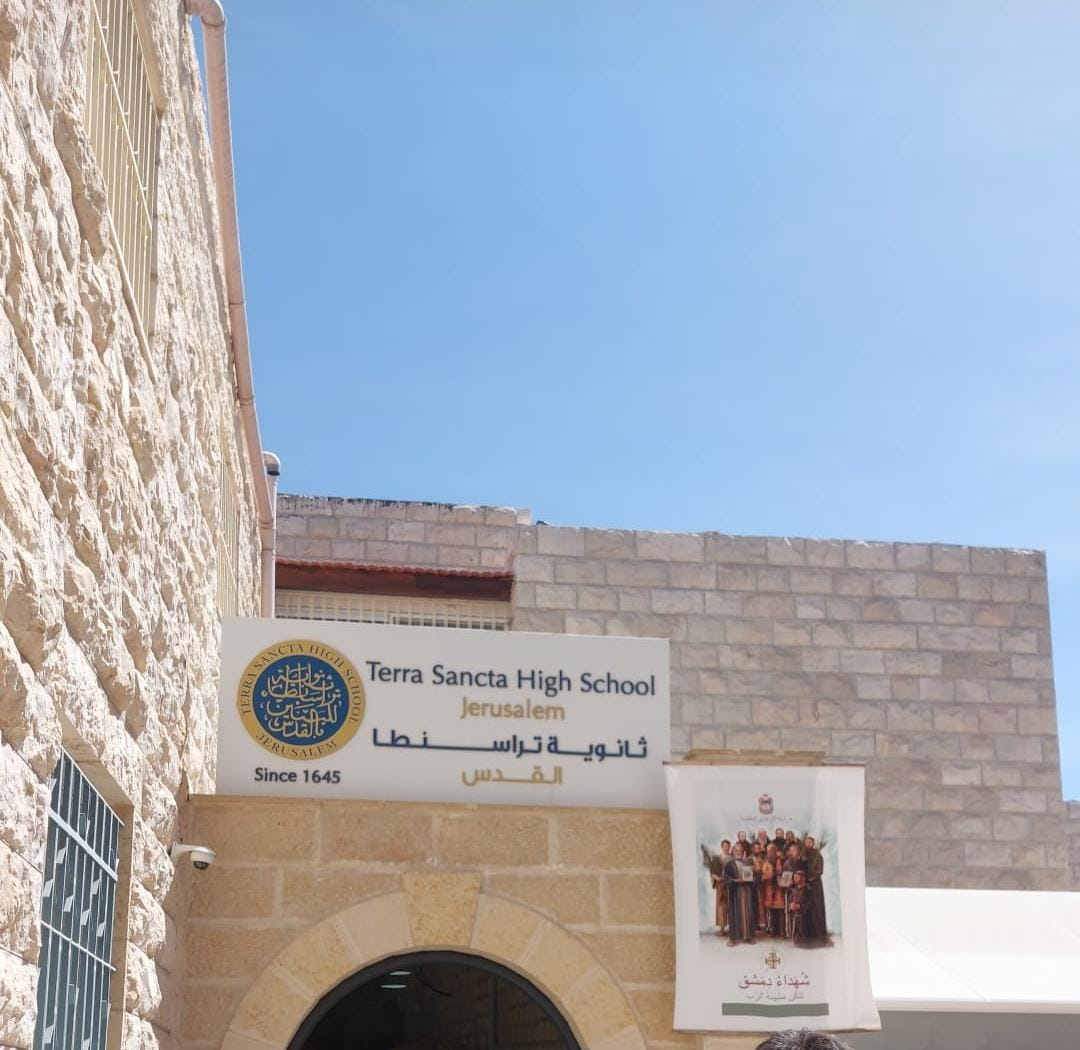
مدرسة تيراسنطة في القدس

مدارس تراسنطة، أو مدارس الأرض المقدسة (باللاتينية: Terra Santa)، مدارس وكليات أسستها رهبانيات حراسة الأراضي المقدسة في مدن مختلفة في المشرق العربي وقبرص ابتداء من القرن السابع عشر.

## التاريخ
أسس رهبان الفرنسسكان مدارس للتعليم الديني وتعليم اللغة الإيطالية لأبناء المسيحيين من الطائفة الكاثوليكية، وتشير أقدم الوثائق المتوفرة إلى مدرسة أسسها رهبان الفرنسسكان في بيت لحم في فلسطين عام 1596، وأخرى في حلب عام 1631 مع تزايد عدد الأديرة التي افتتحها الفرنسسكان حتى نهاية القرن السابع عشر، تزايد عدد المدارس ليبلغ 22 مدرسة، ستة منها في فلسطين، وستة في سورية، واثنتان في قبرص، وخمسة في مصر، وواحدة في اسطنبول، فيها ما مجموعه 188 تلميذ تتراوح أعمارهم بين السادسة والثانية عشرة. وقد أغلقت بعض هذه المدارس لاحقا وظل البعض، إلا أن هذه المدارس حافظت على وجود مستقر في القدس وبيت لحم والناصرة.
افتتحت الرهبانية مدرسة لبنين في صيدا عام 1852، وفي عام 1856 افتتحت مدرسة كبرى في الإسكندرية أطلق عليها رسميا اسم «تراسنطة» وبلغ عدد تلاميذها الـ400. وفي عام 1861 افتتحت مدرسة للبنين في الرملة، وأخرى للبنات في عام 1878.
في عام 1894 تسلمت الرهبانية مدرسة راهبات مار يوسف في بيت لحم ووسعتها في الأعوام 1902 و1939، كما أسست عام 1933 مدرسة حديثة للبنين في يافا، واشترت مدرسة الفرير في اللاذقية
درّست المدارس التابعة للرهبانية إلى جانب التعليم المسيحي اللغات العربية والإيطالية والفرنسية والتركية، والحساب والجغرافيا والرسم والتاريخ الديني والروماني والطبيعي، والموسيقى والرياضة والتعبير، كما أضافت المدارس المخصصة للبنات موضوعات التدبير المنزلي.
بعد نهاية الحرب العالمية الأولى افتتحت الرهبانية مدارس جديدة في سورية وفلسطين ومصر وقبرص. فقد افتتحت مدرسة للبنات في ليماسول (1923)، واشترت عام 1929 مبنى «الجامعة البطريركية» في القدس وافتتحت فيه كلية تراسنطة التي ظلت هناك حتى سقوط شطر المدينة الغربي عام 1948 واستيلاء الجامعة العبرية على المبنى، وانتقلت بعد ذلك إلى حي الجبشة في القدس الشرقية.، كما انتقلت في حلب إلى مبنى حديث يلبي متطلبات العصر والاستيعاب. وفي عام 1948 افتتحت مدرسة التراسنطة في عمان.

## مدارس تيراسنطة اليوم
تدير حراسة الأراضي المقدسة اليوم 15 مدرسة في الأرجنتين (بوينوس أيريس) وقبرص (نيقوسيا)، وفلسطين (القدس وبيت لحم والناصرة وحيفا وعكا ويافا وأريحا والرملة)، والأردن (عمّان)، تستقبل حوالي 10.000 طالب.